# Inhangapi
Inhangapi là một đô thị thuộc bang Pará, Brasil. Đô thị này có diện tích 471,145 km², dân số năm 2007 là 9592 người, mật độ 20,36 người/km².